# Obba Babatundé
Obba Babatundé (Queens, New York, 1 december 1951) is een Amerikaans acteur, producent, regisseur en zanger. Hij is ook een acteur in The Bold and the Beautiful.
Babatundé verscheen in meer dan zeventien theaterproducties, dertig theaterfilms, zestig films voor televisie en twee primetime-series. Hij speelde als Zodzetrick in de heropleving van Scott Joplins opera Treemonisha uit 1982 in de Houston Grand Opera.

## Biografie
Babatundé werd geboren in een Afro-Amerikaans gezin in Jamaica (Queens). Als kind ging hij naar openbare scholen, net als zijn broer Akin. Hij voelde zich al vroeg aangetrokken tot theater en vanaf jonge leeftijd zou hij zingen, dansen en acteren voor zijn gezin. Hij ging naar de Jamaica High School, waar hij een veelzijdige student was die naast zijn optreden in het schoolmusicalprogramma Sing '68, ook student-assistent was en lid van zowel de atletiek- als de crosscountry-teams. Nadat hij in 1969 afstudeerde aan de Jamaica High School, begon hij les te geven op een privéschool voor gekleurde studenten. Hij volgde ook acteerbanen in New York, waar hij enkele Off-Off-Broadway rollen kreeg.
Toen hij hoorde dat zijn afkomst mensen uit Nigeria omvatte, nam hij een naam aan die was gemaakt van Yoruba-woorden: Obba, voor 'koning' en Babatunde, wat betekent 'vader is weer teruggekeerd'.
Babatundé heeft gezegd dat hij een doorbraakrol won in een toergezelschap van Guys and Dolls uit 1976, met Leslie Uggams en Richard Roundtree in de hoofdrol. Sindsdien trad hij op in vele andere theaterproducties.
Zijn eerste Broadway-optreden was in Timboektoe! in 1978. Hij trad op met Liza Minnelli in de documentaire Liza In New Orleans in 1980. Hij staat bekend om zijn hoofdrol als de Original C.C. White in Dreamgirls, waarvoor hij in 1982 werd genomineerd voor een Tony Award als «Best Featured Actor in a Musical». Nadat hij in deze rol op Broadway had gespeeld, toerde hij ook twee jaar met het gezelschap. Hij stapte geleidelijk over naar film- en televisiewerk en heeft in beide genres talloze rollen gehad.

### Film
Zijn speelfilmoptredens omvatten Life as Willie, The Celestine Prophecy, Material Girls, After the Sunset, The Manchurian Candidate, The Notebook, een SWAT-kapitein in John Q, een advocaat in Philadelphia (1993), The Last Fall, If I Tell You I Have To Kill You, The Fallen Faithful, Trapped, Tension en Kinky.
Hij speelde ook Dean Cain in de film How High, evenals de rol van Willie Long in de film Life, de rol van Lamar, de hotelconciërge in de film That Thing You Do!, en in Santa Paws 2: The Santa Pups speelde hij burgemeester Denny.

### Televisie
Babatundé is verschenen in de drie prime-time series Madam Secretary (CBS), als Barton Royce in de Showtime's I'm Dying Up Here (2017) en als Dean Fairbanks in Dear White People (Netflix, 2017-2018).
Babatundé verscheen in een terugkerende rol in Kingdom en Amazon's Hand of God als bisschop Bruce Congdon. Hij verscheen ook in Half & Half, evenals optredens in The Bold and the Beautiful, Boston Legal, Grey's Anatomy, NCIS, Cold Case, Strong Medicine, The Fresh Prince of Bel-Air, Touched by an Angel, Chicago Hope, Any Dag Now, Karen Sisco, Dawson's Creek als rector Green en Friends. In de miniserie The Temptations uit 1998 speelde hij Berry Gordy, de oprichter van Motown Records.
Babatundé verscheen als Daniel Harrelson sr., de vader van het personage van Shemar Moore in de serie S.W.A.T. uit 2017.

### Stemrollen
Babatundé's stemacteursrollen in animatiefilms en games zijn onder meer Lando Calrissian in Star Wars: Galactic Battlegrounds, Star Wars: Rogue Squadron II: Rogue Leader, Star Wars: Rogue Squadron III: Rebel Strike en Disney Infinity 3.0, evenals Conroy in Rocket Power. In de animatiefilm The Wild Thornberrys Movie sprak Babatundé het karakter van Boko uit en in Air Bud Entertainment-film Pup Star uit 2016 speelde hij de soul-zingende Basset hound Big Ears.

### Als producent en regisseur
Babatundé was coproducent en regisseur van Oscar's Black Odyssey, coproducent van Dorothy Dandridge: An American Beauty en coproducent van TV in Black: The First 50 Years. Hij is associate producent van de horrorfilm Voodoo Dolls en uitvoerend producent van Journey. Meest recent regisseerde Babatundé en speelde hij samen met Katt Williams in de Lionsgate Home Entertainment-speelfilm American Bad Boy en produceerde en regisseerde hij de korte film Clarissa's Gift.
Babatundé regisseerde ook een versie van de Broadway-musical Dreamgirls. Hij was co-auteur, regisseerde en produceerde In the Blink of an Eye.

### Als zanger
Sommige van zijn opgenomen werken omvatten het zingen van het titelnummer op het album Sack Full of Dreams van Onaje Allan Gumbs en The Gal That Got Away op Over The Rainbow, de soundtrack van Harold Arlen.
In 1982 speelde Babatunde als Zodzetrick in de tweede productie van Scott Joplins opera Treemonisha in de Houston Grand Opera. Ze hadden het voor het eerst geproduceerd in 1976. Nadat de opera was herontdekt, werd de wereldpremière in 1972 geproduceerd door het Atlanta Symphony Orchestra en het Morehouse College-koor.

### Prijzen en nominaties
In 2016 ontving Babatundé de Daytime Emmy Award voor «Outstanding Guest Performer in a Drama Series», evenals de Lifetime Achievement Award van het Peachtree Village International Film Festival.
In 2010 won Babatundé de NAACP Theater Awards' «Best Lead Male» voor zijn vertolking van Sammy Davis jr. in de Old Globe productie van de musical Sammy.
Babatundé werd genomineerd voor een Emmy in de HBO-film Miss Evers' Boys, een NAACP Image Award in de HBO-film Introducing Dorothy Dandridge en een Ovation Award en een Tony Award voor zijn rol als C.C. White in de originele Broadway-cast van Dreamgirls. Hij won een NAACP Image Award als «Best Actor» voor zijn rol als Sarge in A Soldiers Play.

## Filmografie

### Film
| Jaar | Titel                            | Rol                         | Opmerkingen |
| ---- | -------------------------------- | --------------------------- | ----------- |
| 1987 | Leonard Part 6                   | Bongo Drummer               |             |
| 1988 | God Bless the Child              | Raymond Watkins             | Tv-film     |
| 1988 | Married to the Mob               | The Face of Justice         |             |
| 1989 | Heart and Soul                   | Also Taylor                 | Tv-film     |
| 1990 | Miami Blues                      | Blink Willie the Informant  |             |
| 1991 | The Silence of the Lambs         | TV Anchor Man               |             |
| 1991 | Dead Again                       | Syd                         |             |
| 1992 | The Importance of Being Earnest  | Lane                        |             |
| 1993 | Undercover Blues                 | Lt. Sawyer                  |             |
| 1993 | Necronomicon                     | Paul (Part 3)               |             |
| 1993 | Philadelphia                     | Jerome Green                |             |
| 1994 | M.A.N.T.I.S.                     | Cornell                     | Tv-film     |
| 1995 | Born to Be Wild                  | Interpreter                 |             |
| 1995 | The Net                          | F.B.I. Agent                |             |
| 1995 | A Reason to Believe              | Professor Thurman           |             |
| 1995 | Fatal Pursuit                    | Trinidad                    |             |
| 1996 | That Thing You Do!               | Lamarr                      |             |
| 1996 | Soul of the Game                 | Cum Posey                   | Tv-film     |
| 1996 | Multiplicity                     | Paul                        |             |
| 1996 | Carpool                          | Jeffery                     |             |
| 1996 | The Tomorrow Man                 | Brian Parish                | Tv-film     |
| 1996 | The Cherokee Kid                 | Isom Dart                   | Tv-film     |
| 1997 | Miss Evers' Boys                 | Willie Johnson              | Tv-film     |
| 1999 | Life                             | Willie Long                 |             |
| 1999 | Introducing Dorothy Dandridge    | Harold Nicholas             | Tv-film     |
| 1999 | The Apartment Complex            | Chett                       | Tv-film     |
| 2000 | The Visit                        | Tony                        |             |
| 2001 | One Special Moment               |                             | Tv-film     |
| 2001 | How High                         | Dean Carl Cain              |             |
| 2002 | John Q                           | Sergeant Moody              |             |
| 2002 | Redeemer                         | Charles Henderson           | Tv-film     |
| 2002 | The Wild Thornberrys Movie       | Boko (stem)                 |             |
| 2003 | The Great Commission             | Reverend Jesse              |             |
| 2004 | The Notebook                     | Band Leader                 |             |
| 2004 | The Manchurian Candidate         | Senator Wells               |             |
| 2004 | After the Sunset                 | Zacharias                   |             |
| 2004 | Kangaroo Jack: G'Day U.S.A.!     | Chief Ankamuti (stem)       | Video       |
| 2004 | Joy Road                         | Dr. Howard Perkins          |             |
| 2005 | Flip the Script                  | Mr. Jones                   |             |
| 2006 | The Celestine Prophecy           | Miguel                      |             |
| 2006 | Material Girls                   | Craig                       |             |
| 2007 | April Fools                      | Detective Combs             | Video       |
| 2007 | Cover                            | Attorney Miller             |             |
| 2008 | The Eye                          | Dr. Haskins                 |             |
| 2009 | Black Dynamite                   | Osiris                      |             |
| 2009 | Why Am I Doing This?             | Cliff                       |             |
| 2009 | I Do... I Did                    | Mr. Johnson                 |             |
| 2010 | Trapped: Haitian Nights          | Ikliff                      |             |
| 2010 | The Fallen Faithful              | Reverend Emmanuel           |             |
| 2011 | All-Star Superman                | Judge / Bibliobot (stemmen) | Video       |
| 2011 | Go Beyond the Lens               | Host                        | Kort        |
| 2011 | The Trap Door                    | Mesmer                      | Video       |
| 2012 | Scooby-Doo! Music of the Vampire | Vampire Actor #4 (stem)     | Video       |
| 2012 | The Last Fall                    | Larry Armstrong             |             |
| 2012 | Santa Paws 2: The Santa Pups     | Mayor Denny                 |             |
| 2013 | Dolls of Voodoo                  | Iklif                       |             |
| 2014 | The Dead Sea                     | Mayor                       |             |
| 2014 | Lap Dance                        | Roscoe                      |             |
| 2015 | American Bad Boy                 | Pastor Lovely               |             |
| 2015 | Death's Door                     | Mesmer                      |             |
| 2015 | If I Tell You I Have to Kill You | Jonathan Black              |             |
| 2016 | Pup Star                         | Big Ears (stem)             | Video       |
| 2016 | The Watcher                      | Stark                       |             |
| 2017 | Pup Star 2: Better Together      | Big Ears (stem)             |             |
| 2017 | 'Til Death Do us Part            | John Harris                 |             |
| 2017 | D.P.W.                           | Mayor McCann                | Tv-film     |
| 2018 | The Choir Director               | Mr. Wilcox                  |             |
| 2018 | Tennis, the Good Boy             | Armon (stem)                | Kort        |
| 2018 | Kinky                            | Mr. Bernard                 |             |
| 2018 | Jingle Belle                     | Charles Williams            | Tv-film     |
| 2018 | Revival                          | Nicodemus                   |             |
| 2018 | City of Lies                     | Police Chief                |             |
| 2019 | Mather                           | Mather                      | Kort        |
| 2020 | Trigger                          | Chief Keaton                |             |
| 2020 | The Millennial                   | Mr. Burke                   |             |
| 2020 | Kiss Me for Christmas            | Mr. Porter                  | Tv-film     |
| 2021 | I Heart LA                       | Captain Ross                | Kort        |
| 2021 | Little Vagabond                  | Walter                      | Kort        |

### Televisie
| Jaar    | Titel                                | Rol                                    | Opmerkingen                                                         |
| ------- | ------------------------------------ | -------------------------------------- | ------------------------------------------------------------------- |
| 1986    | America's Musical Theater            | Zodzetrick                             | Aflevering: Treemonisha                                             |
| 1987    | All My Children                      | Rusty Bennett                          | Aflevering: Episode #1.46002                                        |
| 1988    | Matlock                              | Backstage Man                          | Aflevering: The Magician                                            |
| 1988    | CBS Summer Playhouse                 | Terrence Quimby                        | Aflevering: Fort Figueroa                                           |
| 1990    | A Different World                    | Frank Benning                          | Aflevering: Soldier Boy                                             |
| 1992    | The Human Factor                     | Silky Wells                            | Aflevering: Pilot & Do the Right Thing                              |
| 1992    | Tales from the Crypt                 | Lieutenant Jamison                     | Aflevering: Maniac at Large                                         |
| 1992    | Sisters                              | Ben                                    | Aflevering: Crash and Born                                          |
| 1993    | The Adventures of Brisco County, Jr. | Mongoose                               | Aflevering: A.K.A. Kansas                                           |
| 1994    | Getting By                           |                                        | Aflevering: The Rich Guy                                            |
| 1994    | Hangin' with Mr. Cooper              | Jameson Walker                         | Aflevering: Trading Places                                          |
| 1994    | Tom                                  | Tanner                                 | Aflevering: Pilot                                                   |
| 1994    | Thunder in Paradise                  | Carl                                   | Aflevering: Identity Crisis                                         |
| 1994    | The Fresh Prince of Bel-Air          | Gordy Berry                            | Aflevering: The Client & What's Will Got to Do With It?             |
| 1994    | Touched by an Angel                  | Carter Evans                           | Aflevering: Fallen Angela                                           |
| 1995    | Under One Roof                       | Ben                                    | Aflevering: Pilot                                                   |
| 1995    | Sliders                              | Cezanne Brown                          | Aflevering: Summer of Love                                          |
| 1995    | Chicago Hope                         | Charles Ellis                          | Aflevering: Freeze Outs" & "Full Moon                               |
| 1997    | Friends                              | The Director                           | Aflevering: The One with All the Jealousy                           |
| 1997    | The Burning Zone                     | Vince, Police Lieutenant               | Aflevering: The Last Endless Summer                                 |
| 1997    | Sparks                               | Mr. Kirby                              | Aflevering: A Day in the Life II                                    |
| 1997    | Spy Game                             | Lieutenant Wardell                     | Aflevering: Lorne and Max Drop the Bell                             |
| 1998    | The Temptations                      | Berry Gordy                            | Tv-miniserie                                                        |
| 1999    | Xyber 9: New Dawn                    | Additional Voices (voice)              | Tv-serie                                                            |
| 1999    | Linc's                               | Army Vet                               | Aflevering: Dog Day Afternoon                                       |
| 1999–00 | Dawson's Creek                       | Principal Howard Green                 | Terugkerende cast: seizoen 3                                        |
| 1999–04 | Rocket Power                         | Conroy Blanc                           | Terugkerende cast                                                   |
| 2000    | The Outer Limits                     | Dr. Joseph Lennox                      | Aflevering: The Beholder                                            |
| 2000    | The Invisible Man                    | Allardyce                              | Aflevering: The Value of Secrets                                    |
| 2000    | Cover Me                             | Sergeant Bonner                        | Aflevering: Bazooka Joe                                             |
| 2000    | Max Steel                            | Additional Voices (voice)              | Aflevering: Sportsmen & Scions                                      |
| 2001    | Any Day Now                          | Judge Richards                         | Aflevering: It's Not Just a Word: Parts 1 & 2                       |
| 2001    | Family Law                           | Philip Hamilton                        | Aflevering: Planting Seeds                                          |
| 2001    | The Beast                            | Mr. Lowry                              | Aflevering: The Price                                               |
| 2001–02 | Soul Food                            | Benjamin Chadway                       | Aflevering: A Clear and Present Stranger & Love and Other Strangers |
| 2001–03 | Static Shock                         | Additional Voices (voice)              | 3 Afleveringen                                                      |
| 2002    | NYPD Blue                            | Kevin Dupree                           | Aflevering: Maya Con Dios                                           |
| 2002–06 | Half & Half                          | Charles Thorne                         | Terugkerende cast                                                   |
| 2003–04 | Karen Sisco                          | Daniel Burden                          | Terugkerende cast                                                   |
| 2004    | Soap Talk                            | Himself                                | Tv-serie                                                            |
| 2005    | Everwood                             | Jason                                  | Aflevering: Giving Up the Girl                                      |
| 2007    | Cold Case                            | Dr. Octavia Leroy                      | Aflevering: Shuffle, Ball Change                                    |
| 2007    | The Young and the Restless           | Carter Campbell                        | Reguliere cast                                                      |
| 2007    | Boston Legal                         | Dr. Stanley Rivers / Dr. Victor Rivers | Aflevering: Beauty and the Beast & The Innocent Man                 |
| 2007    | Girlfriends                          | Attendant                              | Aflevering: Save the Last Dance                                     |
| 2008    | Psych                                | David Gaffney                          | Aflevering: There's Something About Mira                            |
| 2008    | Saving Grace                         | Doc                                    | Aflevering: Do You Live Him?                                        |
| 2009    | NCIS                                 | Joe Banks                              | Aflevering: Knockout                                                |
| 2009    | Grey's Anatomy                       | Dan Gates                              | Aflevering: Sweet Surrender                                         |
| 2010    | Criminal Minds                       | Sheriff Sanders                        | Aflevering: Solitary Man                                            |
| 2011    | Private Practice                     | Dr. Larry Cannon                       | Aflevering: Heaven Can Wait                                         |
| 2011    | Love That Girl!                      | Jim                                    | Aflevering: Happy Birthday, Bro                                     |
| 2011    | Winx Club: Enchantix                 | King Teredor (voice)                   | Aflevering: The Wizard's Challenge                                  |
| 2011–13 | Winx Club                            | King Teredor (voice)                   | Terugkerende cast: seizoen 3-5                                      |
| 2013    | Cult                                 | Quentin Farrow                         | Aflevering: The Good Fight & Executive Producer Steven Rae          |
| 2014    | Enlisted                             | General Murray                         | Aflevering: The General Inspection                                  |
| 2014    | Kingdom                              | Detective Gaines                       | Terugkerende cast: seizoen 1                                        |
| 2015    | Hand of God                          | Bishop Bruce Congdon                   | Terugkerende cast: seizoen 1                                        |
| 2015–20 | The Bold and the Beautiful           | Julius Avant                           | Reguliere cast                                                      |
| 2017    | Madam Secretary                      | President Silvanus Fabre               | Aflevering: The Detour                                              |
| 2017    | The Last Tycoon                      | Les Turpin                             | Aflevering: Oscar, Oscar, Oscar                                     |
| 2017    | I'm Dying Up Here                    | Barton Royce                           | Terugkerende cast: seizoen 1                                        |
| 2017–18 | Detroiters                           | Mr. Duvet                              | Gast: seizoen 1, Recurring Cast: seizoen 2                          |
| 2017–21 | Dear White People                    | Dean Fairbanks                         | Terugkerende cast                                                   |
| 2018    | The Good Fight                       | Danny Quinn                            | Aflevering: Day 492                                                 |
| 2018    | Forever                              | Gregory                                | Terugkerende cast                                                   |
| 2018    | Ballers                              | J.D. Pritchard                         | Aflevering: The Kids Are Alright                                    |
| 2018–25 | S.W.A.T.                             | Daniel Harrelson, Sr.                  | Terugkerende cast                                                   |
| 2019    | Corporate                            | Cronker Wilson                         | Terugkerende cast: seizoen 2                                        |
| 2019    | For the People                       | Philip Kaws                            | Aflevering: You Belong Here                                         |
| 2020    | Little Fires Everywhere              | George Wright                          | Tv-miniserie                                                        |
| 2021    | Chicago Med                          | James Coleman                          | Aflevering: When Your Heart Rules Your Head                         |
| 2021    | Bronzeville                          | Harry Davis                            | Terugkerende cast                                                   |
| 2021    | Goliath                              | Ivan Tillinger                         | Terugkerende cast: seizoen 4                                        |

### Videogames
| Jaar | Titel                                       | Rol                                        | Opmerkingen                 |
| ---- | ------------------------------------------- | ------------------------------------------ | --------------------------- |
| 2001 | Star Wars: Galactic Battlegrounds           | Lando Calrissian (stem)                    | Vermeld als Obba Baba Tunde |
| 2001 | Star Wars: Rogue Squadron II – Rogue Leader | Lando Calrissian (stem)                    |                             |
| 2002 | Rocket Power: Beach Bandits                 | Conroy Le Blanc, Easter Island Head (stem) |                             |
| 2003 | Star Wars: Rogue Squadron III: Rebel Strike | Lando Calrissian (stem)                    |                             |
| 2006 | Tom Clancy's Splinter Cell: Double Agent    | Additional Voices (stem)                   |                             |
| 2012 | Kinect Star Wars                            | Lando Calrissian (stem)                    | Vermeld als Obba Babatunde  |
| 2015 | Disney Infinity 3.0                         | Lando Calrissian (stem)                    |                             |

- Gemeinsame Normdatei: 134685318
- International Standard Name Identifier: 0000 0000 5554 2166
- Library of Congress Control Number: n94031122
- MusicBrainz: bb901d85-8efc-4eb3-89aa-6cc182f4e136
- Nationale Bibliotheek van Israël: 987007457260305171
- Virtual International Authority File: 73081725
- WorldCat: E39PBJpdKhjqc6kVhCK646FHYP